# Jerzy Rżysko
Jerzy Michał Rżysko (ur. 23 maja 1926 w Cegłowie, zm. 14 listopada 1988 w Warszawie) – polski inżynier mechaniki technicznej, profesor zwyczajny Politechniki Warszawskiej, działacz komunistyczny. 

## Życiorys

### Wykształcenie i działalność naukowa
Syn Władysława i Heleny z Kubalskich. Od 1938 uczył się w Gimnazjum i Liceum im. Bolesława Prusa w Siedlcach, w latach 1940-1943 kontynuował naukę w szkole mechanicznej, którą ukończył z wyuczonym zawodem ślusarza maszynowego. Następnie pracował w lokomotywowni Warszawa-Grochów jako ślusarz, a następnie pomocnik maszynisty. Od października 1944 do końca 1945 pracował w Mińsku Mazowieckim jako strażnik Służby Ochrony Kolei, równocześnie uczył się w Gimnazjum i Liceum w Mrozach. W 1947 zdał egzamin dojrzałości i rozpoczął studia na Oddziale Kolejowo-Mechanicznym Wydziału Komunikacji Akademii Górniczo-Hutniczej w Krakowie. Od 1950 równocześnie pracował na kolei w biurze przy przebudowie Mechanicznych Zakładów Naprawczych w Tarnowie i był stypendystą Ministra Komunikacji. W 1951 uzyskał dyplom inżyniera mechanika i został asystentem w Katedrze Wytrzymałości Materiałów i Statyki Konstrukcji Wydziałów Politechnicznych AGH. W 1952 otrzymał przeniesienie do Katedry Mechaniki Technicznej na Wydziale Mechanicznym Technologicznym Politechniki Warszawskiej. W 1953 został oddelegowany na studia aspiranckie na Politechnikę w Leningradzie, przewodniczył radzie polskich aspirantów. W 1957 otrzymał stopień kandydata nauk technicznych, powrócił do Polski i pracował na Wydziale Mechaniczno Technologicznym, gdzie w 1961 habilitował się.
Od 1962 kierował Katedrą Mechaniki Technicznej, w 1967 został profesorem nadzwyczajnym. W latach 1969–1970 był prorektorem, od 1969 do 1972 sprawował funkcję przewodniczącego Rady Politechniki Warszawskiej ds. Młodzieży. Również w 1969 został członkiem Rady Głównej Szkolnictwa Wyższego i dyrektorem Instytutu Mechaniki Technicznej i pełnił tę funkcję do 1974, w 1972 został profesorem zwyczajnym. W 1973 został powołany na członka Centralnej Komisji Kwalifikacyjnej ds. Kadr Naukowych przy Prezesie Rady Ministrów, a w 1980 został członkiem Zespołu ds. Specjalizacji Naukowo-Badawczej Szkolnictwa Wyższego. Od 1976 do 1981 był pierwszym zastępcą rektora. Od 1983 przez rok był dyrektorem Instytutu Budowy Sprzętu Mechanicznego, od 1985 przez dwa lata ponownie był dyrektorem Instytutu Mechaniki Technicznej. W 1987 powrócił na stanowisko dyrektora Instytutu Budowy Sprzętu Mechanicznego i zajmował je przez rok. 
Jerzy Rżysko był autorem piętnastu podręczników z zakresu wytrzymałości materiałów, jedenastu monografii rozpraw i studiów, czterdzieści trzy publikacje.

### Działalność polityczna
Od 1951 należał do Polskiej Zjednoczonej Partii Robotniczej. Od 1957 do 1964 wchodził w skład egzekutywy oddziałowej organizacji partyjnej przy Wydziale Mechaniczno Technologicznym Politechniki Warszawskiej. Od 1962 do 1965 pełnił funkcję I sekretarza Komitetu Uczelnianego PZPR na PW, a następnie przez rok i ponownie od 1974 do 1977 był członkiem tego komitetu. W 1964 był delegatem na IV zjazd PZPR. Od 1965 do 1969 był instruktorem, a następnie starszym instruktorem w KC PZPR.
Zmarł w 1988, został pochowany na Cmentarzu Wojskowym na Powązkach w Warszawie (kw. K, rząd III, grób 63).

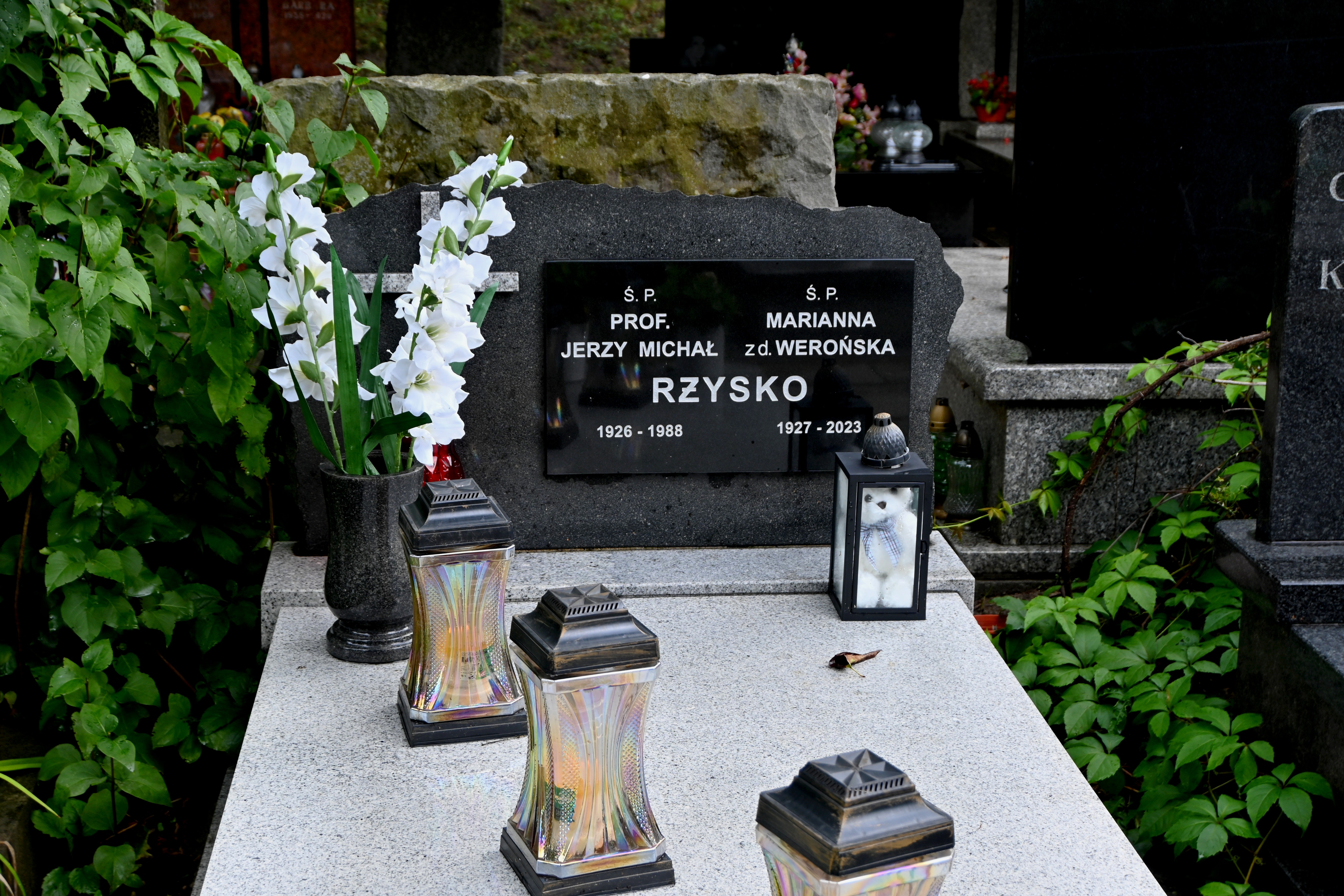
Grób prof. Jerzego Rżysko na Powązkach Wojskowych

## Członkostwo
- Komitety PAN:
  - Budowy Maszyn (1976-1982);
  - Mechaniki i Fizyki Ośrodków Ciągłych (1976-1979);
- przewodniczący Rad Naukowych:
  - Instytut Mechaniki Precyzyjnej (1969-1988);
  - Przemysłowy Instytut Maszyn Budowlanych (1978-1980);
- wiceprzewodniczący Rady Stołecznej Naczelnej Organizacji Technicznej;

## Odznaczenia
- Order Sztandaru Pracy II kl. (1975);
- Krzyż Kawalerski Orderu Odrodzenia Polski;
- Złoty Krzyż Zasługi dla Obronności Kraju
- Medal Komisji Edukacji Narodowej (dwukrotnie)